# Genesis G90
Genesis G90 (укр. Дженесіс Джі90) — автомобіль люкс-класу, розроблений компанією Hyundai. В Південній Кореї, транспортний засіб продавався як Genesis EQ900 до 2018 року.

## Перше покоління (HI; 2015-2022)

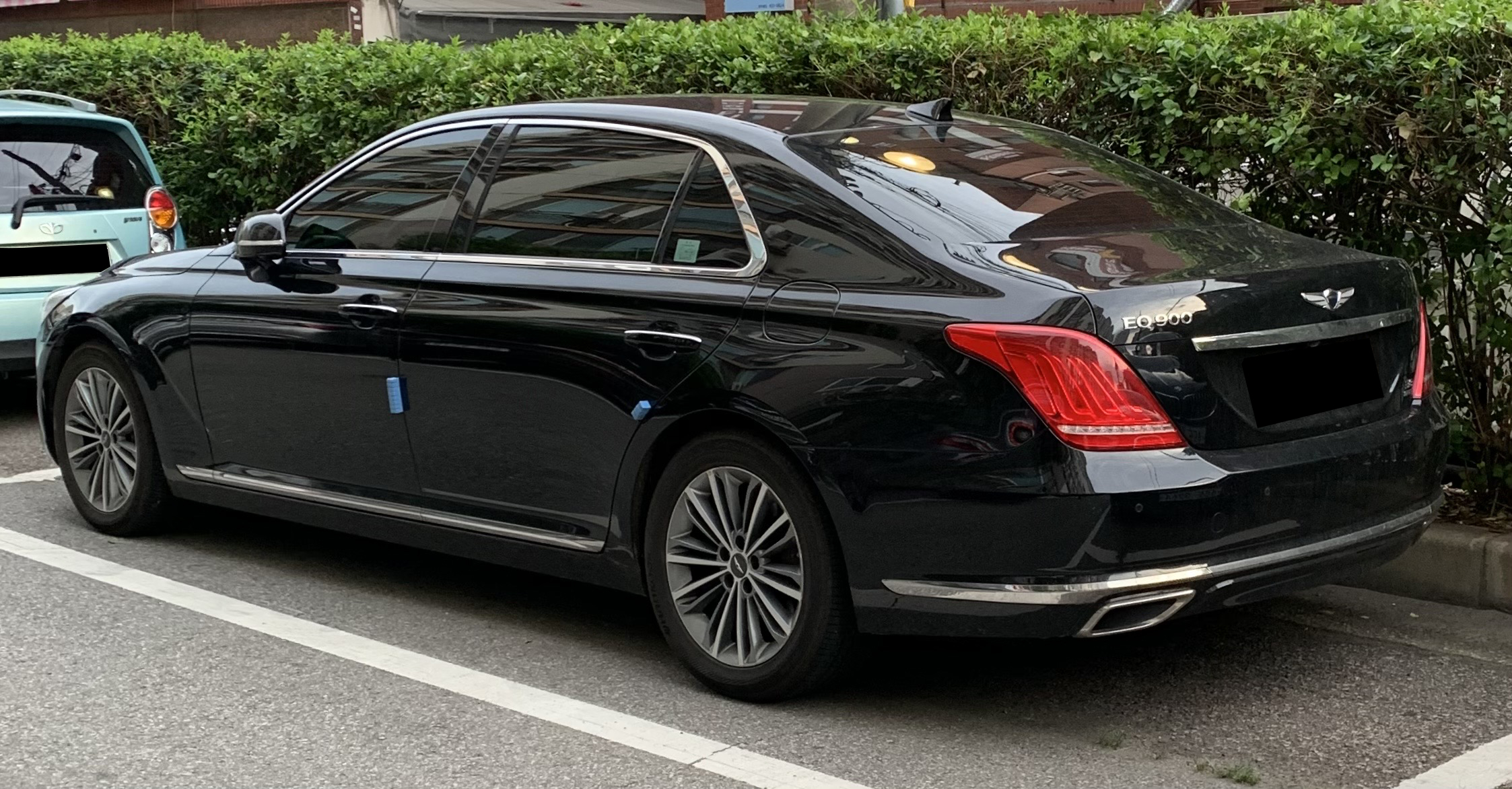
Genesis G90 (2016-2018)

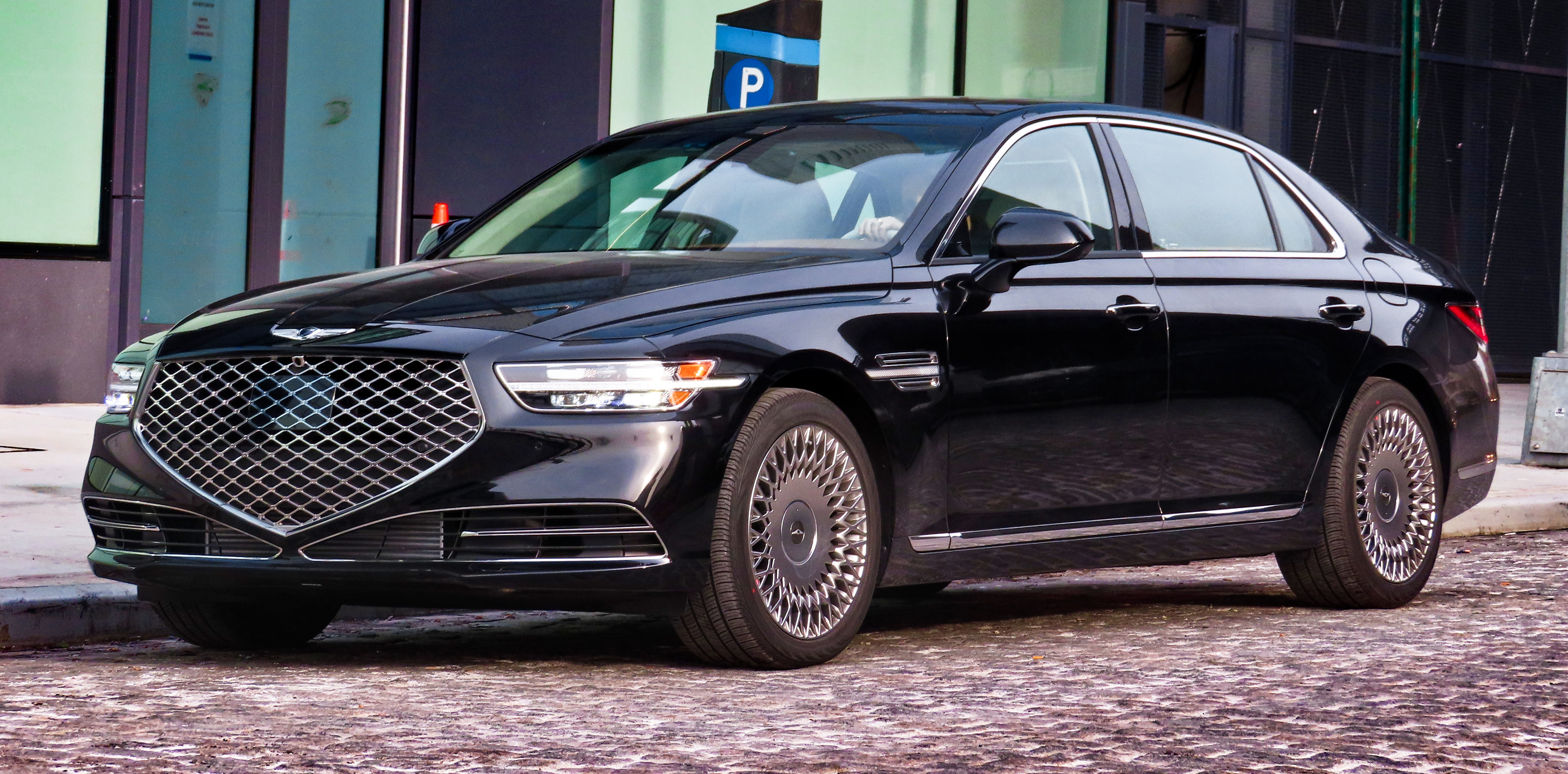
Genesis G90 (2018-2022)

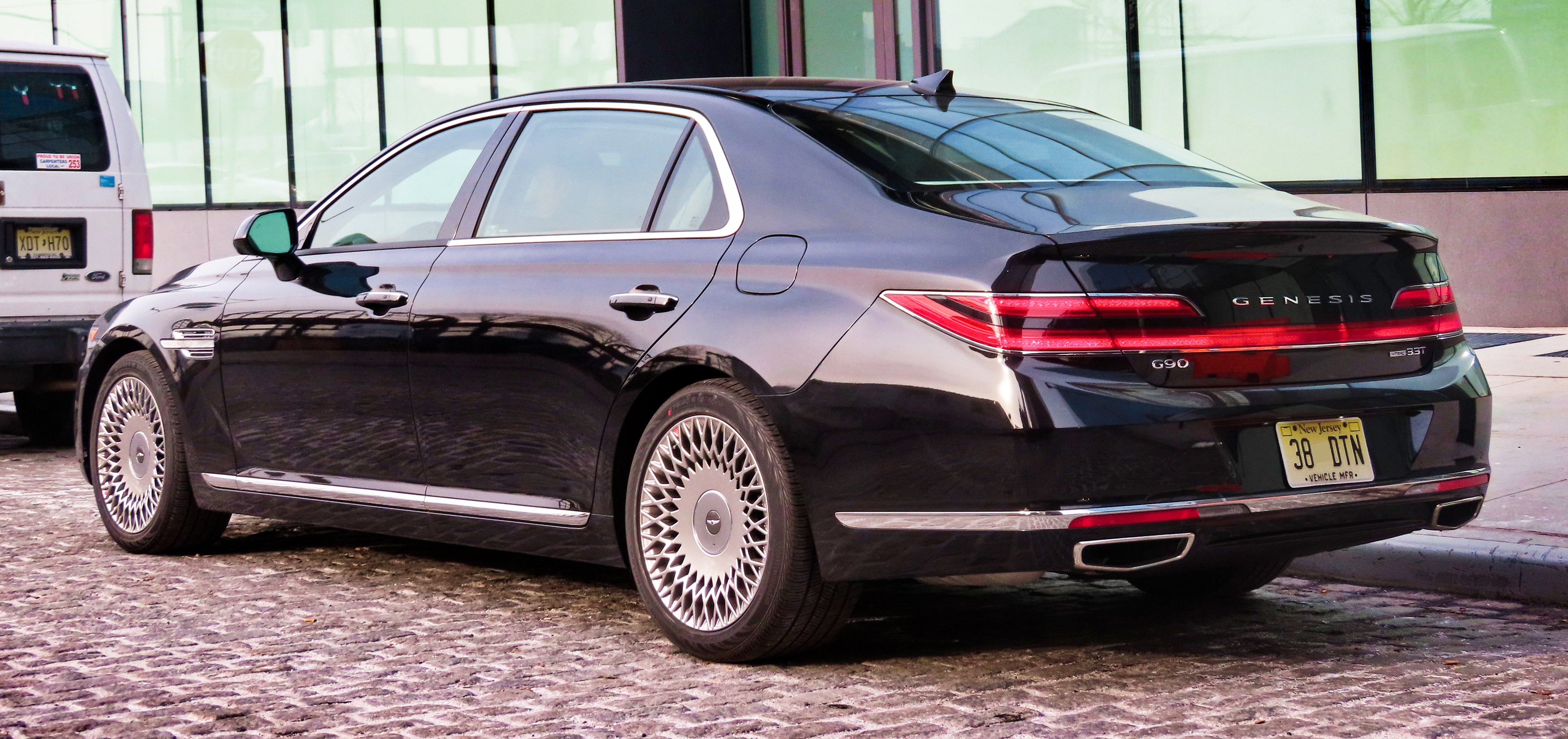
Genesis G90 (2018-2022)

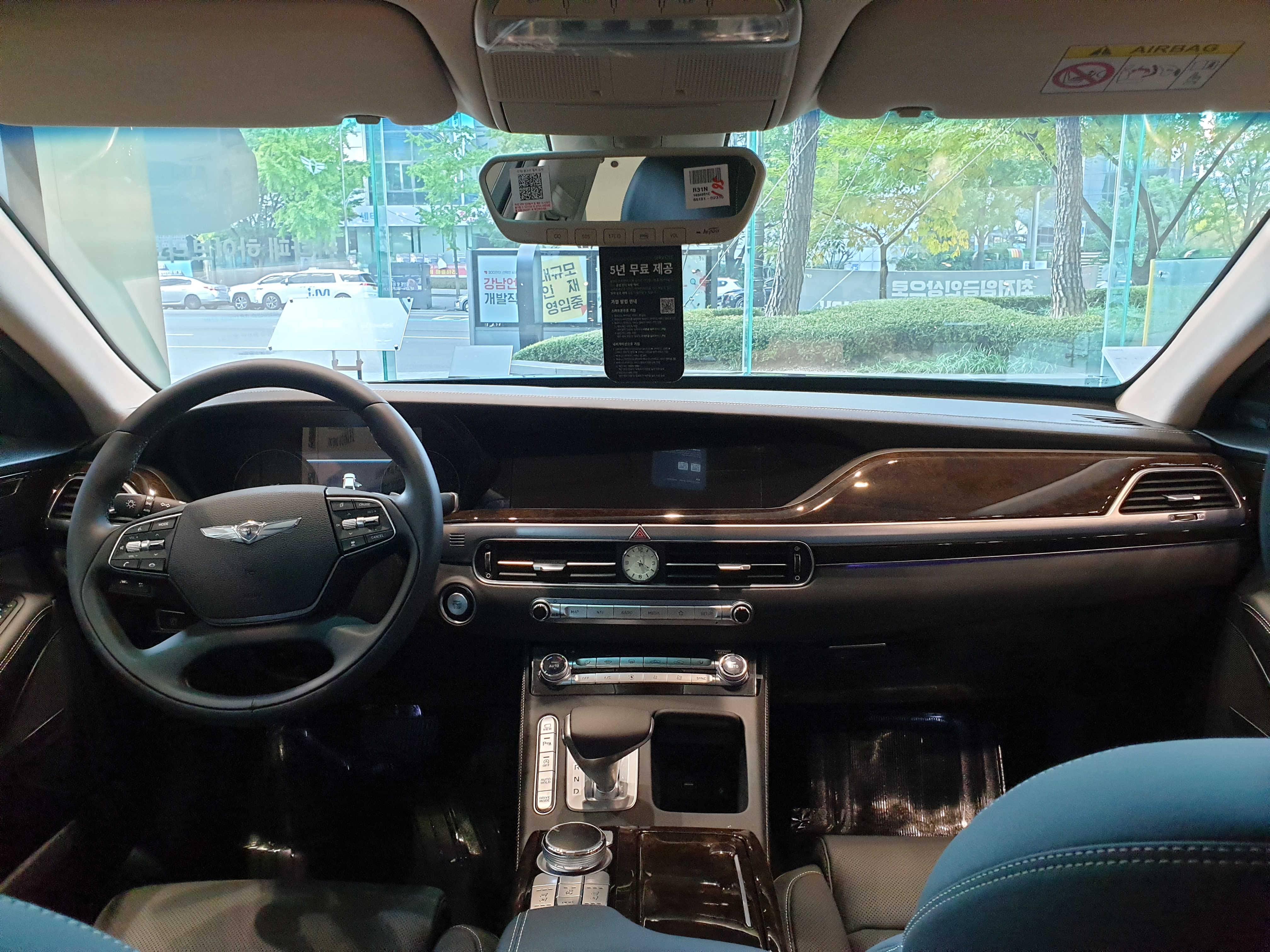

Кузов на 51,7% складається із спеціальної високоміцної сталі, яка до того ж легше звичайної. Автомобіль оснащений інтелектуальним повним приводом HTRAC і вперше представленою на G90 адаптивною підвіскою Genesis Adaptive Control Suspension.
У моторну гамму G90 увійшли три бензинових двигуна: V6 3.8 л (315 к.с.) і V8 5.0 л (425 к.с.), а також V6 3.3 л турбо (370 к.с.). Всі вони агрегатуються з восьмідіапазонною АКПП, заднім або повним приводом. Крім звичайної існує і подовжена версія Genesis G90L джовжиною 5,5 метра.

### Рестайлінг 2018
27 листопада в Сеулі на заході для преси був показаний рестайлінговий седан Genesis G90. Дизайнери використали стиль G-Matrix, натхненний грою світла в огранованих алмазі, як в оптиці (передній і задній), так і на опціональних 19-дюймових дисках, які до того ж забезпечені шинами з шумопоглинальним шаром. Комфорту машині додав і активний комплекс шумозаглушення. У мультимедійної системи з екраном на 12,3 дюйма був поліпшений софт з зумуванням як на планшеті, оновленням ПЗ і карт «по повітрю» (вперше для моделей бренду) і стандартними інтерфейсами Kakao I, Apple CarPlay, Android Auto і Mirror Link.
Система попередження фронтальних зіткнень тепер бачить велосипедистів і машини на зустрічній, а помічник виходу попереджає про наближення іншої машини ззаду при відкритті дверей. Асистент утримання в своїй смузі вміє підрулювати і при цьому утримувати автомобіль по центру. Число стандартних подушок безпеки досягло десяти за рахунок колінної у пасажира. У той же час кузовна палітра була розширена з семи до дев'яти фарб.
Об'єм багажника Genesis G90 2022 складає 444 л. 

### Двигуни
- 3.3 L Lambda II T-GDI V6 370 к.с.
- 3.8 L Lambda II V6 GDI 315 к.с.
- 5.0 L Tau V8 GDI 413/425 к.с.

## Друге покоління (RS4; з 2021)

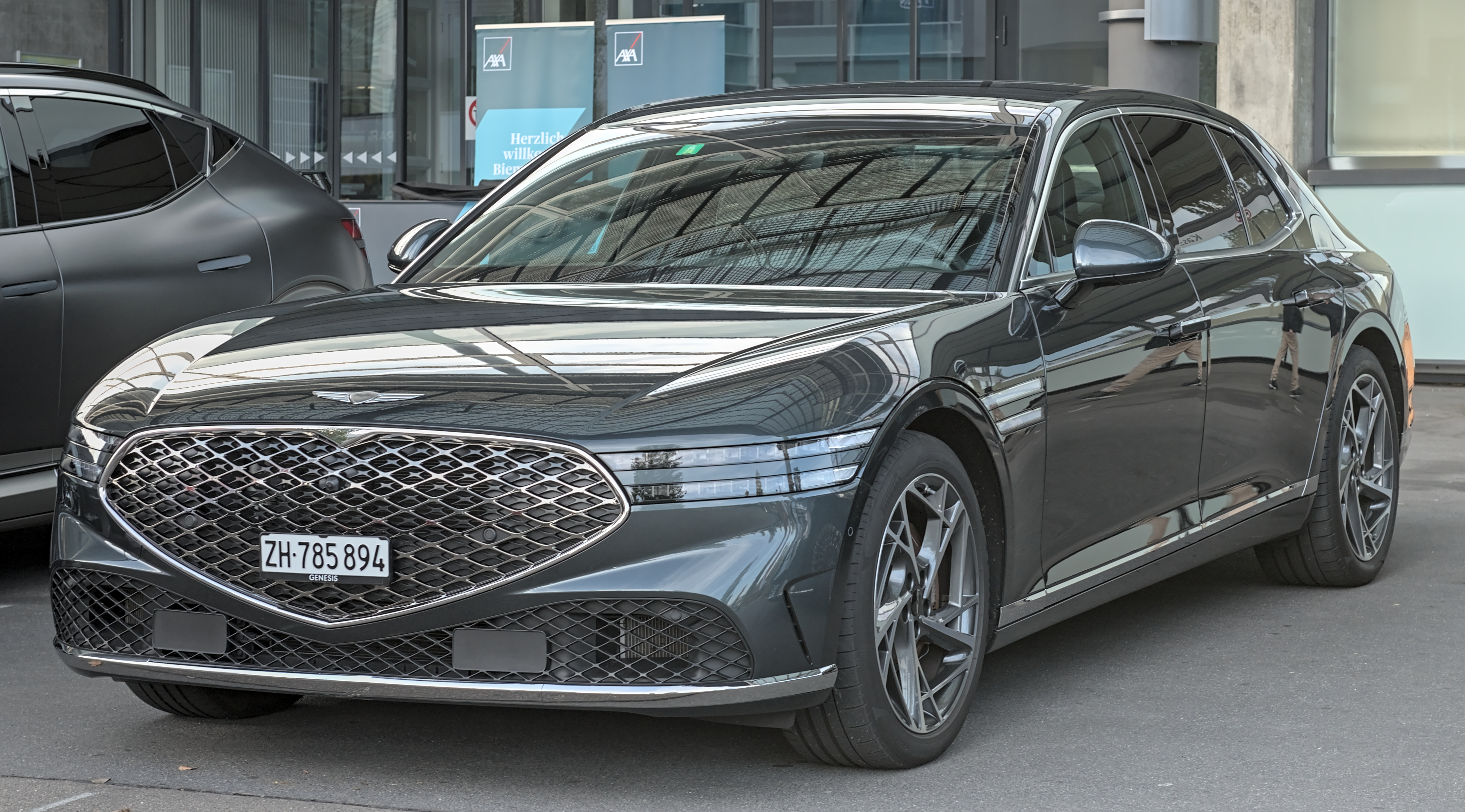
Genesis G90 (RS4)

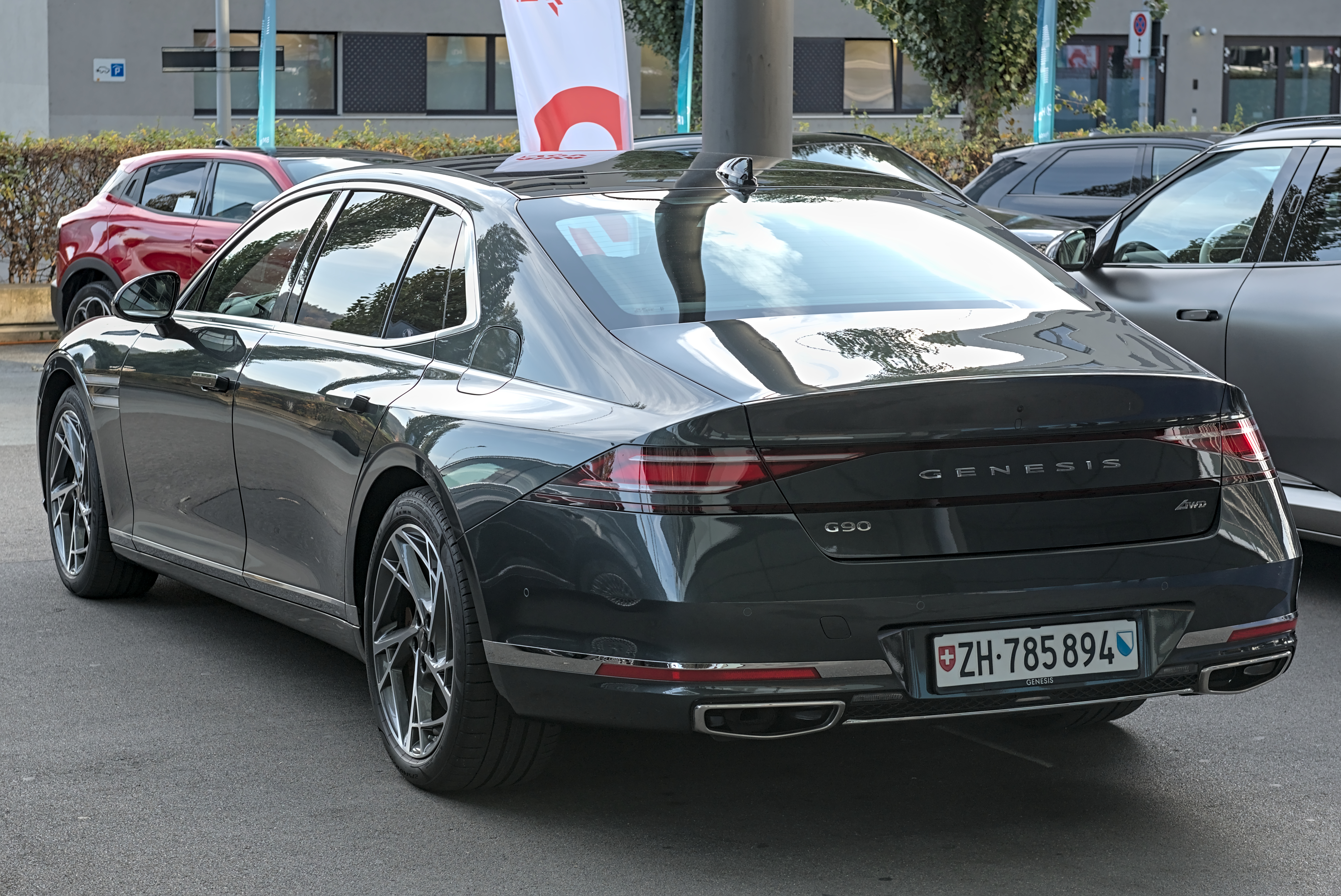

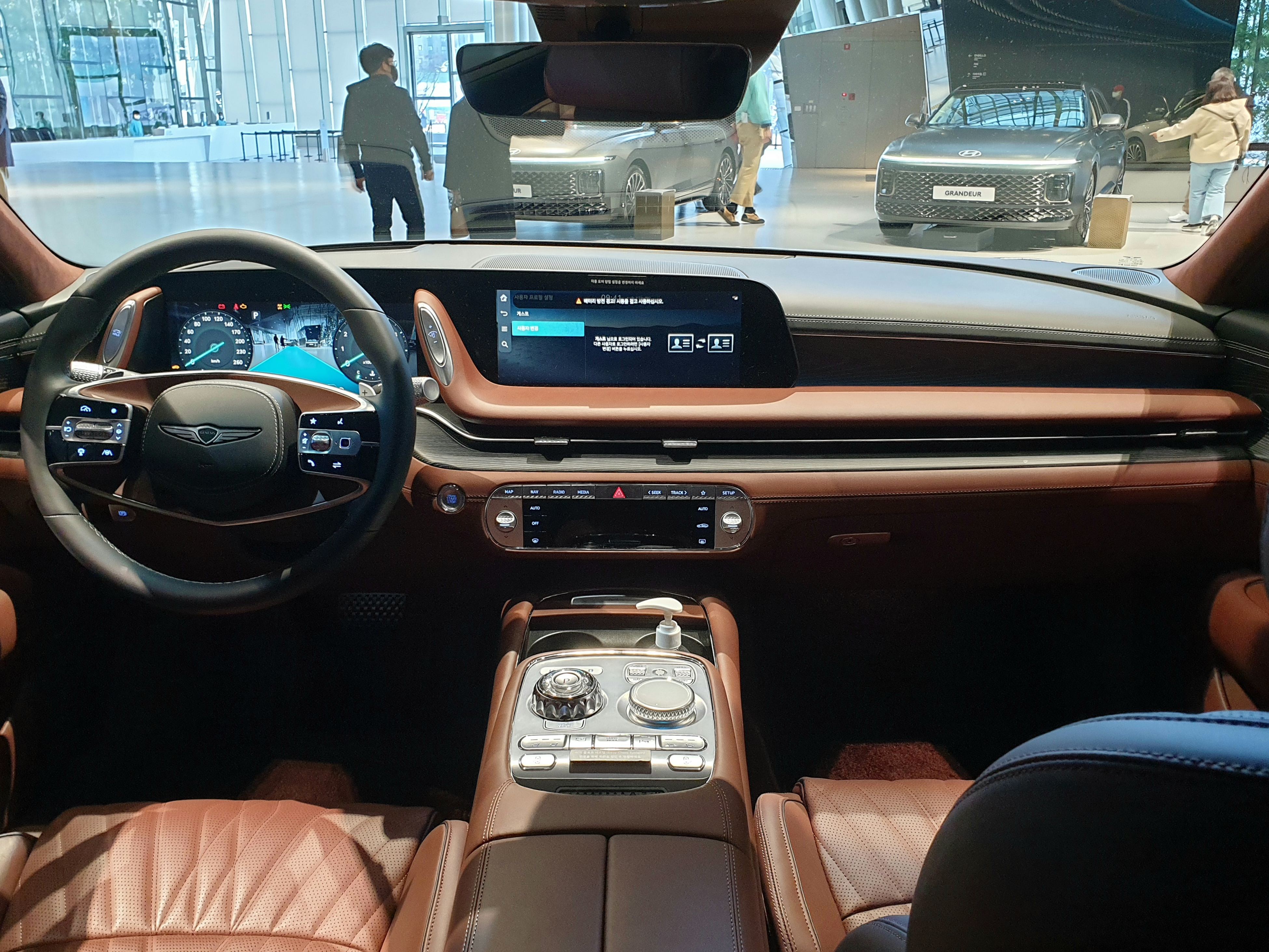

Друге покоління було представлене 30 листопада 2021 року. Genesis G90 буде випущений у двох модифікаціях: стандартній та з довгою колісною базою, причому остання отримає додаткові 190 мм у порівнянні зі стандартним автомобілем. Потужність надходить від 3,5-літрового твін-турбо V6 з 375 к.с. і 530 Нм в базовій машині. Модель з довгою колісною базою додатково отримала 48-вольтовою м’яку гібридну систему для додаткової потужності. Повний привід є стандартним для моделі з довгою базою.

### Двигуни
- 3.5 L Smartstream G3.5 T-GDi V6
- 3.5 L Smartstream G3.5 T-GDi e-S/C V6

## Продажі
| рік  | Пд. Корея | США   | Канада | глобально |
| ---- | --------- | ----- | ------ | --------- |
| 2015 | 384       |       |        | 384       |
| 2016 | 23,275    | 782   | 38     | 26,109    |
| 2017 | 12,271    | 4,398 | 92     | 17,286    |
| 2018 | 9,709     | 2,136 | 81     | 12,236    |
| 2019 | 17,542    | 2,239 | 82     | 19,746    |
| 2020 | 10,009    | 2,072 | 59     | 12,283    |
| 2021 | 5,089     | 1,821 | 57     | 7,216     |